# Джураев, Кандил Шарифович
Кандил Шарифович Джураев (тадж. Қандил Шарифович Ҷӯраев ; 9 мая 1927, Гармский район — 29 августа 1990, Душанбе) — таджикский географ и экономист, доктор географических наук (1972), профессор (1979). Член-корреспондент АН Таджикской ССР (1973). Заслуженный работник народного образования СССР (1971), заслуженный деятель науки Таджикской ССР (1977).

## Биография
Окончил аспирантуру в Москве. Кандидат географических наук (Институт географии АН СССР, тема - "Сталинабад - экономико-географическая характеристика").